# Diestota rufipennis
Diestota rufipennis är en skalbaggsart som först beskrevs av Thomas Casey 1893.  Diestota rufipennis ingår i släktet Diestota och familjen kortvingar. Inga underarter finns listade i Catalogue of Life.